# Ашитбаш
Ашитба́ш (тат. Ашытбаш) — село в Арском районе Республики Татарстан, административный центр Ташкичинского сельского поселения.

## География
Село расположено в верховье реки Ашит, в 30 км к северу от города Арска.

## История
Село известно с 1678 года. В дореволюционных источниках называлось Сенные Покосы.
В XVIII — первой половине XIX веков жители относились к категории государственных крестьян. Занимались земледелием, разведением скота, плотничным и печным промыслами.
В «Списке населенных мест по сведениям 1859 года», изданном в 1866 году, населённый пункт упомянут как казённая деревня Ашитбаш (Сенные Покосы) 2-го стана Казанского уезда Казанской губернии. Располагалась при речке Ашите, по правую сторону большого торгового тракта из Казани в Уржум, в 80 верстах от уездного и губернского города Казани и в 40 верстах от становой квартиры в заштатном городе Арске. В деревне, в 100 дворах жили 762 человека (394 мужчин и 368 женщины), была мечеть.
В начале XX века в Ашитбаше функционировали мечеть, мектеб, водяная мельница, кузница, 4 мелочные лавки. В этот период земельный надел сельской общины составлял 2167,9 десятины. 
В 1929 году в селе организован колхоз «Ашитбаш» (с 2014 года в составе крестьянского (фермерского) хозяйства).
До 1920 года село входило в Мамсинскую волость Казанского уезда Казанской губернии. С 1920 года в составе Арского кантона ТАССР. С 10 августа 1930 года в Тукаевском, с 10 февраля 1935 года в Кзыл-Юлском, с 18 июля 1956 года в Тукаевском, с 1 февраля 1963 года в Арском районах.

## Население
| 1782 | 1859 | 1897 | 1908 | 1920 | 1926 | 1938 | 1949 | 1958 | 1970 | 1979 | 1989 | 2000 | 2015 |
| ---- | ---- | ---- | ---- | ---- | ---- | ---- | ---- | ---- | ---- | ---- | ---- | ---- | ---- |
| 120  | 762  | 919  | 1117 | 1163 | 1158 | 1235 | 952  | 752  | 882  | 678  | 572  | 596  | 595  |

Национальный состав села — татары.

## Экономика
Полеводство, молочное скотоводство.

## Инфраструктура
Средняя школа, дом культуры, библиотека, детский сад, фельдшерско-акушерский пункт.

## Религия
Мечеть.